# Nazionale maschile di rugby a 15 dei Paesi Bassi
La nazionale di rugby XV dei Paesi Bassi (Nederlands rugbyteam) rappresenta i Paesi Bassi a livello internazionale in tutte le competizioni e gli incontri che si svolgono sotto la giurisdizione dell'International Rugby Board.

Non ha mai partecipato alla coppa del mondo, ma partecipa regolarmente al Campionato europeo per Nazioni di rugby, dove è attualmente inserita nella 1ª divisione poule B.

## I giocatori
La Rosa della Nazionale:
Roy Schermer, Floris van de Ruit, Bob Motazed, Jeroen Fluiter, Leon Koenen, Richard van den Broek, Fedde Lingsma, Rob van Velden, Jordy Bonhof, Jan Ketelings, Johnny Nas, Kees Beentjes, Thomas Mooy, Nicky Jansen, Xander van Mourik, Alex Barendregt, Dirk Danen, Catalin Buburuzan, JayJay Boske, Floris Kieft, Michiel Kuijper, Tom Altink, Stefan Vos, Maurice Stahlecker, Tjebbe Jehee, Bart Viguurs, Lodewijk Gilens, Rob Rijnolds.